# СИАИ S.13
СИАИ S.13 или  Савоја S.13 (итал. SIAI S.13) је хидроавион Првог светског рата, спадао је у класу хидроавион извиђач-ловац. Направљен у Италији а по лиценци је рађен и у Француској и Шпанији. Авион је први пут полетео 1919. године.

## Пројектовање и развој
Једна од италијанских фабрика авиона која је производила авионе ФБА по француској лиценци била је СИАИ (SIAI) позната под називом Савоја (Savoia) ова фабрика је произвела 500 примерака авиона ФБА Typ H. На почетку производње ФБА авиона они су за главног конструктора поставили младог инж. Рафаела Конфлентија (Raffaele Conflenti) који није губио време него је прионуо на псао и већ у току рата пројектовао фамилију „летећих чамаца“ чија је ознака почињала словом S. После успешног S.8 који је био завршен за време рата у послератном периоду направљени су авиони S.9 и S.12 а 1919. године, светлост дана је угледао авион S.13 са мотором Isotta Fraschini V6 снаге 250KS који је био мања верзија претходног авиона S.12. Намера пројектанта је била да од авиона S.12 који је био извиђач-бомбардер направи авион S.13 предвиђен за извиђачко-ловачке задатке.

### Варијанте авиона Савоја
- СИАИ  - хидроавион двосед производна верзија,
- СИАИ  - хидроавион једносед,
- СИАИ  - хидроавион путничка варијанта,
- КАМС  - хидроавион двосед рађен у Француској по лиценци,

### Технички опис
Авиони СИАИ/Савоја S.13 су једномоторни двокрилни двоседи извиђачко-ловачки хидроавиони. Авион је потпуно дрвене конструкције труп је у облику чамца обложен водоотпорним шпером, а крила су дрвене конструкције пресвучена платном. Крила су четвртастог облика са равним крајевима. Са сваке стране крила, авион је имао по два пара упорница. Укрућивање крила се постизало унакрсно постављеним челичним ужадима са затезачима. Доња крила код овог авиона су нешто краћа од горњих. Испод доњих крила су постављени пловци који обезбеђују стабилност при узбурканом мору. Крилца за управљање авионом су се налазила само на горњим крилима. У међу простору између крила је био смештен линијски мотор Isotta Fraschini V6 снаге 187 kW, који је био причвршћен на челичну конструкцију (балдахин) ослоњену на труп авиона. Четворокрака потисна елиса која покреће авион је направљена од дрвета фиксног корака. Кокпит пилота је био отворен и налазио су у трупу авиона испред крила. Пилот и осматрач су седели један поред другог. Осматрач је на располагању имао митраљез намењен за напад и одбрану авиона. Код троседе варијанте, у самом носу авиона испред пилота је седео стрелац-извиђач који је био наоружан једним покретним митраљезом калибра 7,7 mm..

## Наоружање
| Наоружање авиона: Савоја       |           |
| Ватрено (стрељачко) наоружање  |           |
| Топ                            |           |
| Митраљез                       |           |
| Број и ознака митраљеза        | 1 напред, |
| Калибар                        | 7,7       |
| Бомбардерско наоружање (бомбе) |           |
| Ракетно наоружање (ракете)     |           |

## Оперативно коришћење
Дванаест хидроавион СИАИ/Савоја S.13 су испоручени Италијанском поморском ваздухопловству (Regia Marina), 4 су испоручена шведској морнарици и били у служби до 1924. године, два авион су испоручени 1922. године Југословенском поморском ваздухопловству. Француској фирми CAMSје продата лиценца на основу које су они производили тај авион под ознаком (CAMS S-13). У Шпанији је такође на основу лиценце у Морнаричкој радионици у Барселони произведено седам ових авиона. Хидроавион СИАИ/Савоја S.13 је још продат Норвешкој и Јапану. У току 1919. године овај авион је учествовао је у Шнајдетовом. купу и освојио га, тако да је једноседи S.13 добио популаран назив S.13 tipo Schneider. У Употреби се хидроавион СИАИ/Савоја S.13 задржао до половине двадесетих година двадесетог века.

### Коришћење хидроавиона Савојау југословенском Поморском ваздухопловству
По окончању ратних операција до завршетка Париске мировне конференције оружане снаге ново створене државе су имале функцију само да заштите заробљени ратни материјал заостао иза Аустроугарске. Јадранска обала је била подељена на три окупационе зоне: северни део под британском окупацијом, срењи део под италијанском а јужни део обале под француском окупацијом. Након потписивања мировног уговора и повлачења савезника почетком 1920. године формирана је ратна морнарица (РМ) и поморско ваздухопловство (ПВ). Током прве године постојања, ПВ је искључиво користило хидроавионе заробљене од аустроугарског ПВ. Пет заробљених сувоземних ловаца Феникс са аеродрома у Игалу ПВ је уступило југословенском војном ваздухопловству (ВВ) а они су у Италији 1921. године купили пет хидроавиона (три ФБА Typ H и два Савоја S.13) који су испоручени марта месеца 1922. године и предати ПВ. То је била прва набавка ратног материјала у Краљевству СХС (Југославији).
У југослованском ПВ (поморском ваздухопловству Краљевине СХС) су коришћена два хидроавиона типа Савоја S.13, који су набављени 1922. године у Италији. Коришћени су у почетку као извиђачи, а касније углавном за прелазну обуку пилота хидроавиона до 1926. године.

## Земље које су користиле овај авион
- Француска
- Краљевина Италија
- Јапанско царство
- Норвешка
- Шпанија
- Шведска
- Краљевина СХС